# Lijst van Antarcturidae
Deze lijst bevat een overzicht van Antarcturidae. Onderstaande dieren zijn allen een pissebed in deze familie.
- Abyssarcturus averincevi Kussakin & Vasina, 1995
- Acantharcturus acanthurus (Monod, 1925)
- Acantharcturus acutipleon Schultz, 1981
- Acantharcturus brevipleon Kussakin & Vasina, 1997
- Acantharcturus longipleon Kussakin & Vasina, 1997
- Antarcturus alimus Schultz, 1978
- Antarcturus andriashevi Kussakin & Vasina, 1995
- Antarcturus breidensis Nunomura, 2005
- Antarcturus caecus (Kussakin & Vasina, 1995)
- Antarcturus furcatus (Studer, 1882)
- Antarcturus giganteus Brandt, 1990
- Antarcturus glacialis (Beddard, 1886)
- Antarcturus hempeli Wägele, 1988
- Antarcturus hirsutus (Richardson, 1904)
- Antarcturus hodgsoni Richardson, 1913
- Antarcturus horridus Tattersall, 1921
- Antarcturus johnstoni Hale, 1946
- Antarcturus kamtschaticus Kussakin, 1971
- Antarcturus kilepoae Kussakin, 1971
- Antarcturus kladophoros Stebbing, 1908
- Antarcturus multispinis (Benedict, 1898)
- Antarcturus nonatoi Pires & Sumida, 1997
- Antarcturus oryx zur Strassen, 1902
- Antarcturus pacificus Gurjanova, 1955
- Antarcturus polaris (Hodgson, 1902)
- Antarcturus princeps Kussakin & Vasina, 1998
- Antarcturus schmidti Brandt, 1990
- Antarcturus signiensis White, 1979
- Antarcturus spinacoronatus Schultz, 1978
- Antarcturus strasseni Brandt, 1990
- Antarcturus usitatus Schultz, 1978
- Antarcturus weddelli Brandt, 1990
- Antarcturus zenkevitchi Kussakin, 1971
- Caecarcturus quadraspinosus Schultz, 1981
- Chaetarcturus abyssalis (Birstein, 1963)
- Chaetarcturus abyssicolus (Beddard, 1886)
- Chaetarcturus aculeatus (Kussakin, 1967)
- Chaetarcturus acutispinis (Kussakin, 1982)
- Chaetarcturus adareanus (Hodgson, 1902)
- Chaetarcturus bathybialis (Birstein, 1963)
- Chaetarcturus beddardi (Gurjanova, 1935)
- Chaetarcturus bovinus (Brandt & Wägele, 1988)
- Chaetarcturus brunneus (Beddard, 1886)
- Chaetarcturus crosnieri Poore, 1998
- Chaetarcturus cryophilus Hille, Held & Wägele, 2002
- Chaetarcturus echinatus (Kussakin, 1982)
- Chaetarcturus franklini (Hodgson, 1902)
- Chaetarcturus globicaudis (Kussakin, 1982)
- Chaetarcturus longispinosus Brandt, 1990
- Chaetarcturus myops (Beddard, 1886)
- Chaetarcturus oligospinis (Kussakin, 1971)
- Chaetarcturus praecipius (Menzies & George, 1972)
- Chaetarcturus spinifrons (Beddard, 1886)
- Chaetarcturus taniae Poore, 1998
- Chaetarcturus tenuispinatus Kussakin & Vasina, 1998
- Chaetarcturus ultraabyssalis (Birstein, 1963)
- Cylindrarcturus elongatus Schultz, 1981
- Cylindrarcturus leucophthalmus Kussakin & Vasina, 1995
- Cylindrarcturus longitelson Brandt, 2002
- Fissarcturus bathyweddellensis Brandt, 2007
- Fissarcturus elongatus (Brandt, 1990)
- Fissarcturus emarginatus Brandt, 1990
- Fissarcturus granulosus (Nordenstam, 1933)
- Fissarcturus hirticornis (Monod, 1926)
- Fissarcturus mawsoni (Hale, 1946)
- Fissarcturus minutus (Brandt, 1990)
- Fissarcturus patagonicus (Ohlin, 1901)
- Fissarcturus paxillaris (Kussakin & Vasina, 1998)
- Fissarcturus poorei (Kussakin & Vasina, 1998)
- Fissarcturus robustus (Brandt, 1990)
- Fissarcturus rossi Brandt, 2007
- Fissarcturus rugosus (Nordenstam, 1933)
- Fissarcturus sandwichi Brandt, 2007
- Fissarcturus sclerosus (Brandt, 1990)
- Fissarcturus stebbingnordenstami (Brandt, 1990)
- Fissarcturus stephenseni Wägele, 1991
- Furcarcturus polarsterni Baltzer, Held & Wägele, 2000
- Glaberarcturus stellae Kussakin & Vasina, 1998
- Globarcturus angelikae Kussakin & Vasina, 1994
- Litarcturus americanus (Beddard, 1886)
- Litarcturus antarcticus (Bouvier, 1910)
- Litarcturus bicornis (Kensley, 1984)
- Litarcturus coppingeri (Miers, 1881)
- Litarcturus granulosus (Nordenstam, 1933)
- Litarcturus lillei (Tattersall, 1921)
- Litarcturus stebbingi (Beddard, 1886)
- Mixarcturus abnormis (Kussakin, 1967)
- Mixarcturus acanthurus (Monod, 1925)
- Mixarcturus digitatus (Nordenstam, 1933)
- Oxyarcturus beliaevei (Kussakin, 1967)
- Oxyarcturus dubius (Kussakin, 1967)
- Oxyarcturus spinosus (Beddard, 1886)
- Pleuroprion chlebovitschi Kussakin, 1972
- Pleuroprion chuni (zur Strassen, 1902)
- Pleuroprion fabulosum Gurjanova, 1955
- Pleuroprion frigidum Hansen, 1916
- Pleuroprion furcatum Kussakin, 1982
- Pleuroprion hystrix (Sars, 1877)
- Pleuroprion intermedium (Richardson, 1899)
- Pleuroprion iturupicum Kussakin & Mezhov, 1979
- Pleuroprion murdochi (Benedict, 1898)
- Pleuroprion pacificum Gurjanova, 1955
- Pleuroprion toporoki Kussakin, 1972
- Spinarcturus natalensis Kensley, 1978
- Thermoarcturus venezuelensis Paul & Menzies, 1971
- Tuberarcturus belgicae (Monod, 1925)
- Tuberarcturus cactiformis (Kussakin, 1967)
- Tuberarcturus drygalskii (Vanhöffen, 1914)
- Tuberarcturus fungifer (Kussakin & Vasina, 1998)
- Tuberarcturus pallidoculus Kussakin & Vasina, 1998